# Diocesi di Getafe
La diocesi di Getafe (in latino Dioecesis Xetafensis) è una sede della Chiesa cattolica in Spagna suffraganea dell'arcidiocesi di Madrid. Nel 2021 contava 1.238.945 battezzati su 1.651.926 abitanti. È retta dal vescovo Ginés Ramón García Beltrán.

## Territorio
La diocesi comprende 50 comuni della parte meridionale della comunità autonoma di Madrid.
Sede vescovile è la città di Getafe, dove si trova la cattedrale di Santa Maria Maddalena. A Cerro de los Ángeles sorge la basilica minore del Sacro Cuore di Gesù.
Il territorio è suddiviso in 124 parrocchie, raggruppate in 13 arcipresbiterati.

## Storia
La diocesi è stata eretta il 23 luglio 1991 con la bolla Matritensem praeclaram di papa Giovanni Paolo II, ricavandone il territorio dall'arcidiocesi di Madrid.
Il 19 marzo 1994 è stato istituito il seminario diocesano, dedicato a Nostra Signora degli Apostoli.

## Cronotassi dei vescovi
Si omettono i periodi di sede vacante non superiori ai 2 anni o non storicamente accertati.
- Francisco José Pérez y Fernández-Golfín † (23 luglio 1991 - 24 febbraio 2004 deceduto)
- Joaquin Maria López de Andújar y Cánovas del Castillo (29 ottobre 2004 - 3 gennaio 2018 ritirato)
- Ginés Ramón García Beltrán, dal 3 gennaio 2018

## Statistiche
La diocesi nel 2021 su una popolazione di 1.651.926 persone contava 1.238.945 battezzati, corrispondenti al 75,0% del totale.
| anno | popolazione | popolazione | popolazione | presbiteri | presbiteri | presbiteri | presbiteri                | diaconi | religiosi | religiosi | parrocchie |
| anno | battezzati  | totale      | %           | numero     | secolari   | regolari   | battezzati per presbitero | diaconi | uomini    | donne     | parrocchie |
| ---- | ----------- | ----------- | ----------- | ---------- | ---------- | ---------- | ------------------------- | ------- | --------- | --------- | ---------- |
| 1999 | 639.500     | 1.122.601   | 57,0        | 243        | 119        | 124        | 2.631                     | 3       | 125       | 691       | 75         |
| 2000 | 649.000     | 1.140.065   | 56,9        | 245        | 110        | 135        | 2.648                     | 3       | 136       | 691       | 109        |
| 2001 | 1.047.613   | 1.192.774   | 87,8        | 258        | 122        | 136        | 4.060                     | 3       | 137       | 691       | 109        |
| 2002 | 1.047.613   | 1.192.774   | 87,8        | 223        | 165        | 58         | 4.697                     | 3       | 59        | 691       | 119        |
| 2003 | 1.118.890   | 1.243.212   | 90,0        | 237        | 162        | 75         | 4.721                     | 5       | 118       | 548       | 119        |
| 2004 | 1.161.590   | 1.290.656   | 90,0        | 264        | 182        | 82         | 4.399                     | 4       | 155       | 624       | 119        |
| 2006 | 1.229.101   | 1.365.668   | 90,0        | 275        | 194        | 81         | 4.469                     | 4       | 140       | 560       | 122        |
| 2013 | 1.391.000   | 1.545.000   | 90,0        | 283        | 232        | 51         | 4.915                     | 6       | 101       | 618       | 123        |
| 2016 | 1.419.027   | 1.576.697   | 90,0        | 312        | 241        | 71         | 4.548                     | 7       | 115       | 561       | 123        |
| 2019 | 1.447.500   | 1.609.178   | 90,0        | 284        | 238        | 46         | 5.096                     | 9       | 92        | 480       | 124        |
| 2021 | 1.238.945   | 1.651.926   | 75,0        | 311        | 234        | 77         | 3.983                     | 9       | 125       | 476       | 124        |